# 등산화

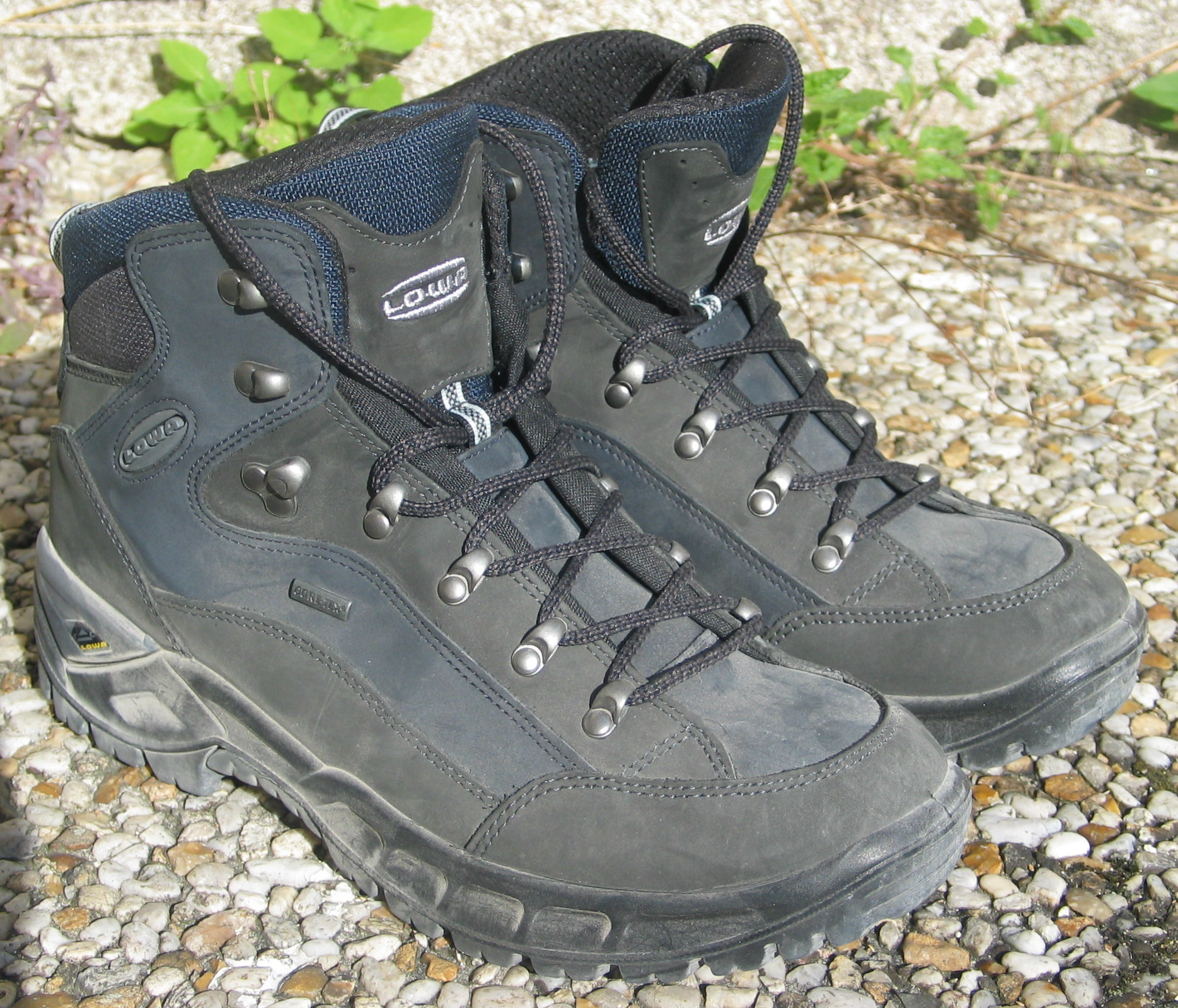
전형적인 현대의 등산화

등산화(登山靴)는 등산을 할 때 신는 신발로, 산행 목적에 따른 종류가 다양하다.

## 개요
등산은 표면이 울퉁불퉁한 길이고, 경사진 곳을 이동하는 경우가 대부분이다. 그러므로 일반 신발은 잘 미끄러지고, 손상되기 쉬워 등산에 적합하지 않다. 따라서 등산화는 일반 신발의 단점을 보완하며, 등산할 때 더 편하게 다니도록 하기 위한 신발이다.

## 같이 보기
- 축구화
- 야구화
- 암벽화